# Liste der Kulturdenkmale in Naunhof

Wappen von Naunhof

Die Liste der Kulturdenkmale in Naunhof enthält die Kulturdenkmale in Naunhof.
Diese Liste ist eine Teilliste der Liste der Kulturdenkmale in Sachsen.

## Legende
- Bild: Bild des Kulturdenkmals, ggf. zusätzlich mit einem Link zu weiteren Fotos des Kulturdenkmals im Medienarchiv Wikimedia Commons. Wenn man auf das Kamerasymbol klickt, können Fotos zu Kulturdenkmalen aus dieser Liste hochgeladen werden:
- Bezeichnung: Denkmalgeschützte Objekte und ggf. Bauwerksname des Kulturdenkmals
- Lage: Straßenname und Hausnummer oder Flurstücknummer des Kulturdenkmals. Die Grundsortierung der Liste erfolgt nach dieser Adresse. Der Link (Karte) führt zu verschiedenen Kartendiensten mit der Position des Kulturdenkmals. Fehlt dieser Link, wurden die Koordinaten noch nicht eingetragen. Sind diese bekannt, können sie über ein Tool mit einer Kartenansicht einfach nachgetragen werden. In dieser Kartenansicht sind Kulturdenkmale ohne Koordinaten mit einem roten bzw. orangen Marker dargestellt und können durch Verschieben auf die richtige Position in der Karte mit Koordinaten versehen werden. Kulturdenkmale ohne Bild sind an einem blauen bzw. roten Marker erkennbar.
- Datierung: Baubeginn, Fertigstellung, Datum der Erstnennung oder grobe zeitliche Einordnung entsprechend des Eintrags in der sächsischen Denkmaldatenbank
- Beschreibung: Kurzcharakteristik des Kulturdenkmals entsprechend des Eintrags in der sächsischen Denkmaldatenbank, ggf. ergänzt durch die dort nur selten veröffentlichten Erfassungstexte oder zusätzliche Informationen
- ID: Vom Landesamt für Denkmalpflege Sachsen vergebene, das Kulturdenkmal eindeutig identifizierende Objekt-Nummer. Der Link führt zum PDF-Denkmaldokument des Landesamtes für Denkmalpflege Sachsen. Bei ehemaligen Kulturdenkmalen können die Objektnummern unbekannt sein und deshalb fehlen bzw. die Links von aus der Datenbank entfernten Objektnummern ins Leere führen. Ein ggf. vorhandenes Icon  führt zu den Angaben des Kulturdenkmals bei Wikidata.

## Naunhof
| Bild                                    | Bezeichnung | Lage                                  | Datierung                                                                       | Beschreibung | ID       |
| --------------------------------------- | --- | ------------------------------------- | ------------------------------------------------------------------------------- | --- | -------- |
| Weitere Bilder                          | Ehemaliges Wasserhaus, heute Wohnhaus, mit Einfriedung | Alte Beuchaer Straße (Karte)          | um 1930 (Wasserhaus)                                                            | Putzbau mit Klinkergliederung und verschiefertem Zeltdach, straßenbildprägende Lage, technikgeschichtliche Bedeutung. - zweigeschossige Putzbauten, Zeltdach (Naturschiefer), Klinkergewände, Klinkertraufe, saniert, Veränderungen in der Fassade - Einfriedung: rote Klinkermauer, stark verändertes Gebäude, straßenbildprägende Ecklage zur Brandiser Straße. | 08966016 |
| Weitere Bilder                          | Mietvilla und Einfriedung | August-Bebel-Straße 4 (Karte)         | um 1910                                                                         | Putzbau mit Zierfachwerk und Eckturm, durch weitestgehend original erhaltene Bausubstanz in seiner Art im Ort singulär, baugeschichtliche Bedeutung, straßenbildprägende Lage. - zweigeschossiger Putzbau, verwinkelter Seitenrisalit mit Zierfachwerk im Drempel und abschließender Zwiebelhaube, originale Fenster, Erdgeschoss mit Runderker, originaler Kammzugputz und Spritzputz, Gewände im Erdgeschoss in rotem Klinker - Einfriedung: verputzte Klinkermauer mit schmiedeeisernem Zaun, Tor neu. | 08965774 |
| Weitere Bilder                          | Wohnhaus in offener Bebauung | August-Bebel-Straße 8 (Karte)         | um 1900                                                                         | schönes Beispiel der gründerzeitlichen Bebauung mit markantem Eckerker, baugeschichtliche Bedeutung. zweigeschossig, Kinker-/Mischbauweise, Walmdach, teilweise alte Putznutung, Seitenrisalit in Klinker mit Zwerchgiebel, Zwillingsfenster mit Dreiecksverdachung, Eckercker im zweiten Obergeschoss mit Pyramidendach und Kugelbekrönung in Zierfachwerk, neue Fenster, Klinkersockel. | 08965773 |
| Weitere Bilder                          | Villa | Bahnhofstraße 34 (Karte)              | um 1900                                                                         | repräsentativer Putzbau mit reich gegliedertem Mansarddach, typisches gründerzeitliches Gebäude der villenartigen Bebauung in Naunhof mit baugeschichtlicher Bedeutung. zweigeschossiger Putzbau, Mansarddach (Biberschwanzdeckung) im Schweizer Stil mit steiler Dachgaube, verwinkelter Grundriss, polygonaler Standerker mit Satteldach und Zierfachwerk, profilierte Fenstergewände, hölzerne Loggia, originale Haustür und Überdachung, Eckbetonung durch Putzbossen, eingeschossiger Anbau. | 08965804 |
|                                         | Villa | Bahnhofstraße 38 (Karte)              | Anfang 20. Jh.                                                                  | gut gegliederter, gründerzeitlicher Putzbau mit aufwendigem Gesprengegiebel, straßenbildprägend und baugeschichtlich interessant. zweigeschossiger Putzbau, Satteldach im Schweizer Stil, Putznutung, originale Fenster, Gurtgesims, Altan mit originalen Bleiglasfenstern, Balkon mit Balustergeländer, hölzerner Windfang mit originaler Tür. | 08965803 |
| Weitere Bilder                          | Neuer Friedhof Naunhof: Friedhofskapelle und Friedhofstor | Birkenweg (Karte)                     | um 1950                                                                         | Kapelle im traditionalistischen Stil der 1. Hälfte des 20. Jahrhunderts, ortshistorisch bedeutend. - Kapelle: eingeschossiger, massiver Putzbau mit Satteldach (Biberschwanzdeckung), hölzerner Glockenaufsatz, kleine Segmentbogenfenster, Fenstergewände (Kunststein) weiß abgesetzt (gegenüber grauem Putz), vorwiegend originale Türen, Granittreppe - Torpfosten: steinsichtige Bruchsteinpfeiler (Granit) mit flachem zeltförmigem Abschluss. | 08965904 |
| Weitere Bilder                          | Wohnhaus in offener Bebauung und Einfriedung | Bismarckstraße 1 (Karte)              | um 1930                                                                         | markant gestalteter Putzbau mit Walmdach, Gliederungselemente in rotem Klinker, für Naunhof seltenes Beispiel eines Gebäudes seiner Zeit mit typischer Fassadengestaltung, baugeschichtliche Bedeutung. - zweigeschossiger Putzbau, hohes Walmdach (Biberschwanzdeckung) mit Kastengauben (Krüppelwalmdach), Gliederungselemente in rotem Klinker, wie Fenstergewände, Fenster sind zu Zwillings- und Drillingsfenstern zusammengefasst, runde Ecke, zwei Runderker - Einfriedung: Granitsteinmauer mit zeittypischem Holzzaun. | 08965794 |
|                                         | Wohnhaus in offener Bebauung | Bismarckstraße 12 (Karte)             | um 1910                                                                         | zeittypischer Bau im Reformstil der Zeit um 1910, in straßenbildprägender Lage, baugeschichtliche Bedeutung. eingeschossiger Putzbau, Mansarddach (Biberschwanzdeckung) mit Gauben, polygonaler Standerker, Rollläden, Schlagläden und Ochsenauge im Giebel, Holztraufe, oranger Putz, neue Holzfenster. | 08965787 |
| Weitere Bilder                          | Wohnhaus in offener Bebauung und in Ecklage | Breite Straße 1 (Karte)               | um 1900                                                                         | mit Laden, in straßenbildprägender Ecklage befindlicher, gründerzeitlicher Bau mit qualitätvollem zeittypischem Baudekor, durch Eckerker und kleinem Volutengiebel betont, baugeschichtlich und ortsgeschichtlich von Bedeutung. zweigeschossig, Klinkermischbauweise, Walmdach (Biberschwanzdeckung) mit teilweise hölzernen Dachgauben (Zeltdach) im Schweizer Stil, Zwerchgiebel, Erdgeschoss verputzt, Ladeneinbau später, Obergeschoss in rotem Klinker, Drempel mit Putznutung, Eckbetonung durch Runderker mit Kegeldach und Okuli. | 08965967 |
| Weitere Bilder                          | Evangelische Stadtkirche Naunhof (Kirche (mit Ausstattung), Kirchhof mit Einfriedung und Grabmal) | Breite Straße 4 (Karte)               | Ende 15. Jh.                                                                    | spätgotische Saalkirche mit eingezogenem Chor und Westturm, barock überformt, ortshistorische und künstlerische Bedeutung. - Kirche: verputzter Bruchsteinbau, eingezogener Chor mit 3/8-Schluss, Strebepfeiler, hohes Mansardwalmdach, Westturm mit welscher Haube und Laterne, Stabwerkportale - Einfriedung: steinsichtige Werksteinmauer mit geradem Abschluss aus Kunststein (um 1950), ältere Bruchsteinmauer - Grabmal: Postamentgrabstein aus Sandstein, auf Sockel Quaderstein mit Inschriften, Bekrönung mit Dreieckgiebelchen und Eckakroterien, in den Giebelchen Palmetten | 08965910 |
| Weitere Bilder                          | Wohnhaus und Toreinfahrt eines Ackerbürgerhofes | Breite Straße 7 (Karte)               | 1. Hälfte 19. Jh.                                                               | Obergeschoss Fachwerk verputzt, als Bestandteil der alten Ortsstruktur erhaltenswert, straßenbildprägende Lage, baugeschichtlich von Bedeutung. - zweigeschossig, Erdgeschoss massiv, Fachwerkobergeschoss verputzt, Krüppelwalmdach (Biberschwanzdeckung), Holzgewände im Obergeschoss und im Giebel, hofseitig zwei Fensterformatvergrößerungen, Holztraufe * Einfriedung: kräftige verputzte Pfeiler mit Biberschwanzabdeckung. | 08965965 |
| Weitere Bilder                          | Villa Flaskämper (Villa mit Einfriedung und Garten) | Erdmannshainer Straße 38 (Karte)      | um 1895                                                                         | repräsentative Villa auf großem Gartengrundstück mit erhaltener Einfriedung, gründerzeitliche Klinkerfassade mit Gesprengegiebel, straßenbildprägende Wirkung, baugeschichtliche Bedeutung, Grundstück liegt auf der Gemarkung Erdmannshain. - zweigeschossiger Bau, Klinkermischbauweise, Mansard- und Krüppelwalmdach (neue Schieferdeckung), Dachhäuschen, Giebel mit Okuli und Zierhölzern im Schweizer Stil, Altan mit Sandsteinbalustrade, alte Fenster, originale Haustür mit schmiedeeisernen Gittern - Einfriedung: Werksteinsockel mit gusseisernem Zaun. | 08965898 |
| Weitere Bilder                          | Landhaus, mit Einfriedung | Erdmannshainer Straße 41 (Karte)      | 1904–1909 Landhaus mit Autoremise                                               | villenartiger Klinkerbau mit reicher Dachlandschaft, Turm mit Fachwerk-Obergeschoss, zunächst Sommerhaus einer Villa, später Umbau zu Wohnhaus, baugeschichtliche und sozialhistorischer Bedeutung, Grundstück liegt auf der Gemarkung Erdmannshain. - zweigeschossiger, massiver Bau mit reicher Dachlandschaft auf Werksteinsockel in Klinkermischbauweise, kleiner Turmaufsatz mit Zierfachwerk, teilweise originale Fenster, originale Haustür, eingeschossiger gründerzeitlicher halbrunder Anbau mit geschwungenem Dach, jüngerer eingeschossiger Anbau KEIN DENKMAL - Einfriedung: Kunststeinsockel, schmiedeeiserner Zaun. | 08965899 |
| Weitere Bilder                          | Einzeldenkmale der Sachgesamtheit Alter Friedhof Naunhof: Nebengebäude, Kriegerdenkmal für die Gefallenen des 1. Weltkrieges, zwei Grabmale, Einfriedung und sowjetisches Ehrenmal (siehe Sachgesamtheit 09304404) | Friedhofsweg (Karte)                  | um 1840                                                                         | ortshistorisch bedeutend. - Nebengebäude: eingeschossiger, roter Klinkerbau, Satteldach mit langgezogenem Dachreiter, originales Holztor, geputzte Eckquaderung und Traufe mit Bogengestaltung - Kriegerdenkmal: zwei ca. 3 m hohe Granitstelen, grob behauen, Inschriftenfeld mit Namen, dazwischen Tafel mit Inschrift: „Den Opfern des Weltkrieges zur Ehre die Stadt Naunhof“, davor liegende Granitplatte mit reliefiertem Eichenlaubkranz, Anlage mit Rhododendren und Koniferen - Grabmal (um 1840): durchbrochene Mauer aus Sandstein mit neogotischen Motiven und weinendem Engel, Fialen mit Krabbenbesatz - russisches Ehrenmal (nach 1960/1970): grob behauene Granitsteine mit Namen der Gefallenen, eine große Granitstele mit Inschrift und Hammer, Sichel und Sterndarstellung - Grabmal, Senf (1905): Blindfeld mit Rundbogen und Säulen, Rundbogen mit Relief in Sandstein und getriebenem Kupfer, im Blindfeld Kupferplatte mit Relief eines weinenden Engels, Inschrift: „Hier ruht in Gott“, Sandstein, beidseitig Namen der Familie - Einfriedungsmauer: teilweise mit integrierten Grabmalen, schmiedeeiserner Zaun mit roten Klinkerpfeilern und Kunststeinplattenabdeckung. | 08965970 |
| Weitere Bilder                          | Sachgesamtheit Alter Friedhof Naunhof, mit den Einzeldenkmalen: Nebengebäude, Kriegerdenkmal für die Gefallenen des 1. Weltkrieges, zwei Grabmale, Einfriedung und sowjetisches Ehrenmal (siehe Einzeldenkmale 08965970) und mit den Sachgesamtheitsteil: Leichenhalle sowie gärtnerisch gestaltete Friedhofsanlage (Gartendenkmal) | Friedhofsweg (Karte)                  | 1887 angelegt                                                                   | ortshistorisch bedeutend. | 09304404 |
| Weitere Bilder                          | Wohnhaus in offener Bebauung | Gartenstraße 8 (Karte)                | um 1800                                                                         | eingeschossiger Putzbau mit Krüppelwalmdach, Giebel in Fachwerk, als Bestandteil der alten Ortsstruktur erhaltenswert, straßenbildprägende Lage, sozialgeschichtlich von Bedeutung. eingeschossig, massiv, Krüppelwalmdach (Biberschwanzdeckung) mit Fledermausgaube, Giebel in Fachwerk, saniert mit Schlagläden, Holztraufe, Haustür neu. | 08965780 |
| Weitere Bilder                          | Wohnhaus in offener Bebauung mit seitlicher Einfriedung und Toreinfahrt | Gartenstraße 13 (Karte)               | Ende 19. Jh.                                                                    | gut gegliederte Putzfassade, qualitätvolles Zeugnis gründerzeitlichen Bauens mit weitestgehend erhaltener Originalsubstanz, baugeschichtlich von Bedeutung. - zweigeschossig, massiver Putzbau, Walmdach (Biberschwanzdeckung) mit Krabbenbesatz, Bruchsteinsockel, Putzquaderung an Segmentbogenfenstern im Erdgeschoss, Seitenrisalit, im Obergeschoss gerade Verdachungen mit geohrten Gewänden, originale Kreuzstockfenster erhalten - Einfriedung: verputzte Klinkerpfeiler und -mauer mit Biberschwanzabdeckung, schmiedeeiserner Zaun | 08965785 |
| Weitere Bilder                          | Wohnhaus in offener Bebauung | Gartenstraße 54 (Karte)               | um 1800                                                                         | eingeschossiger Lehmbau mit Krüppelwalmdach, als Bestandteil der alten Ortsstruktur erhaltenswert, baugeschichtliche und sozialgeschichtliche Bedeutung. eingeschossig, Krüppelwalmdach (Biberschwanzdeckung) neu, Lehmwellerbau, Fenster und Winterfenster, einseitig Fachwerk im Giebel, Holztraufe, alter Putz, Sockel teilweise mit Ziegeln unterfahren. | 08965796 |
| Weitere Bilder                          | Villa | Goethestraße 8 (Karte)                | um 1900                                                                         | gründerzeitliche Klinkerfassade mit Zierfachwerk, weitestgehend original erhaltene Bausubstanz, kulturhistorische und baugeschichtliche Bedeutung. zweigeschossig, Krüppelwalmdach (Biberschwanzdeckung), Erdgeschoss in polygonalem Porphyrtuff, erstes Obergeschoss in gelbem Klinker, Drempel mit Zierfachwerk, kräftiger Mittelrisalit mit Giebel in Zierfachwerk, Gewände in Porphyrtuff, originale Haustür und Fenster, im Giebel hölzerne Loggia; bezeichnet als Landhaus „Marie Louise“ | 08965814 |
| Weitere Bilder                          | Mietvilla | Goethestraße 9 (Karte)                | um 1900                                                                         | reich gegliederter Putzbau, Eckbetonung durch Türmchen, kulturhistorische und architekturgeschichtliche Bedeutung, Bestandteil der villenartigen Bebauung in der Goethestraße. zweigeschossiger Putzbau, Mansarddach, im Drempel teilweise Zierfachwerk, Eckbetonung durch Erker im ersten Obergeschoss mit polygonalem Turmabschluss mit Zeltdach (Schieferdeckung), Betonsteingewände, einachsige über zwei Geschosse laufende Zierverbretterung, vielgestaltige Dachlandschaft (Biberschwanzdeckung) mit Gauben, Balkon neu, saniert. | 08965813 |
| Weitere Bilder                          | Mietvilla | Goethestraße 11 (Karte)               | um 1900                                                                         | gründerzeitlicher Putzbau mit Zierfachwerk-Giebeln und zweigeschossiger Holzveranda, als Bestandteil der villenartigen Bebauung der Goethestraße von kulturhistorischer Bedeutung, architekturgeschichtlich relevant. zweigeschossiger Putzbau, Krüppelwalmdach, kräftiger Seitenrisalit mit Zierfachwerk im Giebel, teilweise Segmentbogenfenster, originale Fenster, zweigeschossige, hölzerne Loggia mit farbigem Glas, geputzte Gewände und Verdachungen, Dach im Schweizer Stil. | 08965812 |
| Weitere Bilder                          | Villa und Einfriedung | Goethestraße 20 (Karte)               | bez. 1902                                                                       | abwechslungsreich gegliederter Putzbau der Gründerzeit, Krüppelwalmdach im Schweizer Stil, kulturhistorische und baugeschichtliche Bedeutung. - zweigeschossiger Putzbau, Krüppelwalmdach im Schweizer Stil, Segmentbögen der Fenster in Klinker, Mittelrisalit mit Reliefdarstellung im Brüstungsfeld im ersten Obergeschoss, teilweise Eckbetonung durch Putzbossen - Einfriedung: Klinkerpfeiler und schmiedeeiserner Zaun in Form von geschwungenen Blättern. | 08965811 |
| Weitere Bilder                          | Villa | Goethestraße 22 (Karte)               | um 1900                                                                         | gründerzeitliche Putz-Klinker-Fassade, holzverzierter Eckturm, aufwendig gestaltete Gesprengegiebel, viele originale Details erhalten, kulturhistorische und baugeschichtliche Bedeutung. eingeschossig, Klinkermischbauweise, hohes Walmdach (Biberschwanzdeckung), hölzerne Loggia über Eck, Drempel mit Klinker- und Holzverblendung, Seitenrisalite mit hölzernem Schwebegiebel und Zierfachwerk, Fenster im Drempel als halbe Dachhäuschen mit Pyramidendach mit Kugelabschluss ausgebildet, originale Fenster, rückseitig große hölzerne eingeschossige Loggia mit originalen farbigen Glasfenstern. | 08965810 |
| Weitere Bilder                          | Villa | Goethestraße 26 (Karte)               | um 1900                                                                         | malerisch bewegte Gestaltung, gründerzeitliche Putz-Klinker-Fassade mit zweigeschossiger Holzveranda, als Bestandteil der villenartigen Bebauung in der Goethestraße von baugeschichtlicher Bedeutung. zweigeschossig, Klinkermischbauweise, Krüppelwalmdach, turmartiger Vorbau mit steilem Walmdach, im Erdgeschoss gesprengter Dreiecksgiebel, zweigeschossige, hölzerne Loggia, originale Fenster, im Giebel Stufenfries. | 08965809 |
| Weitere Bilder                          | Wohnhaus in offener Bebauung, Nebengebäude und Gartenhaus | Grimmaer Straße 17 (Karte)            | Ende 19. Jh.                                                                    | villenartiges Wohnhaus mit zierlicher Putzfassade und Sparrengiebel im Schweizer Stil, als bauliches Ensemble mit vielen originalen Details erhaltenswert, straßenbildprägende Ecklage, baugeschichtliche Bedeutung. - Wohnhaus: eingeschossiger Putzbau, Bruchstein-/Klinkersockel, Satteldach im Schweizer Stil, Putznutung, gerade Verdachungen mit Akroterienabschluss, hölzerner Zierschwebegiebel - Nebengebäude: eingeschossiger Putzbau, Satteldach (Schiefer), Speicherluke, Garagentor und separate Tür - Gartenhaus: hölzerne Laube, Satteldach, teilweise originale Fenster (Bleiglas), hölzerner Schwebegiebel. | 08965775 |
|                                         | Mietshaus in offener Bebauung und in Ecklage Klingaer Straße | Großsteinberger Straße 1 (Karte)      | um 1900                                                                         | eckbetonte Klinkerfassade, schönes Zeugnis gründerzeitlichen Bauens in straßenbildprägender Ecklage, baugeschichtlich von Bedeutung. zweigeschossig, verwinkelter Grundriss, Mansarddach (französisches Dach mit Biberschwanzdeckung), gelber Klinkerbau, polygonaler Bruchsteinsockel, Gurtgesims, Segmentbogenfenster (im Erdgeschoss mit verschiedenfarbigen Klinkern, im Obergeschoss durch künstlerisch gestaltete Putzbögen), Eckturm mit schmiedeeisernem Balkon (Blattranken), Deutsches Band, saniert, neue Fenster. | 08965968 |
| Weitere Bilder                          | Mietvilla und Einfriedung | Großsteinberger Straße 29 (Karte)     | um 1900                                                                         | aufwendig ausgebildete Klinker-Putz-Fassade, qualitätvolle Villa mit vielen originalen Details, straßenbildprägende Lage, baugeschichtlich von Bedeutung. - zweigeschossig, Krüppelwalmdach, Klinkermischbauweise, straßenseitig Zwerchhaus, zweigeschossiger Rundstanderker mit originaler Putzgliederung, Treppenhausanbau mit originaler Haustür, teilweise originale Fenster, Doppelfenster mit Schnitzrahmen - Einfriedung: Granitsockel, Klinkerpfeiler und verputzte Mauer, schmiedeeiserner Zaun. | 08965964 |
| Weitere Bilder                          | Villa | Hainstraße 3 (Karte)                  | 2. Hälfte 19. Jh.                                                               | großer gründerzeitlicher Putzbau mit Eckturm, von straßenbildprägender Wirkung, baugeschichtlich interessant aufgrund der architektonischen Details. ein- bzw. zweigeschossiger, massiver Putzbau mit reicher Dachlandschaft (Dachpappe), originale Haustür, zum Teil originale Fenster, Standeckerker, zwei Stufengiebel mit halbrundem Abschluss, neogotische Elemente. | 08965920 |
| Weitere Bilder                          | Villa | Hainstraße 10 (Karte)                 | um 1900                                                                         | Klinker-Putz-Fassade mit Holzveranda, schöne Jugendstilvilla in straßenbildprägender Lage, Teil der villenartigen Bebauung aus der Zeit um die Jahrhundertwende, baugeschichtlich von Bedeutung. - ein- bzw. zweigeschossiger, massiver Putzbau (roter und gelber Klinker) mit Krüppelwalmdach (Deckung wird zurzeit erneuert), Putz abgeschlagen, Zwerchgiebel mit Zierfachwerk und geschnitzter Holzverblendung, hölzerne Loggia mit buntem Bleiglas auf hohem Steinsockel (Bruchstein mit Klinker), vorwiegend originale Fenster, Putz wird zurzeit erneuert - rückwärtig jüngerer Anbau (KEIN DENKMAL). | 08965921 |
| Weitere Bilder                          | Villa | Hainstraße 12 (Karte)                 | um 1905                                                                         | gründerzeitlicher Klinkerbau mit bewegter Dachlandschaft und Ecktürmchen, massive Veranda mit originalem Jugendstilfenster, Gebäude im Villenviertel von Naunhof als Einzugsgebiet von Leipzig, kulturhistorisch interessant, baugeschichtlich bedeutend, als Landhaus Waldfrieden bezeichnet zweigeschossiger, massiver Bau (Klinkermischbauweise) auf unregelmäßigem Grundriss, mehrere kleine Anbauten (kleiner Altan, Eckerker mit Turmaufbau), ein originales Jugendstilfenster mit originalem Bleiglasfenster, vorwiegend neue Fenster, saniert im Jahr 2000, Jugendstilgeländer. | 08965922 |
|                                         | Wohnhaus in offener Bebauung | Lange Straße 27 (Karte)               | um 1800                                                                         | Erdgeschoss Lehm, Obergeschoss Fachwerk verputzt, giebelständiges Gebäude, als Bestandteil der alten Ortskernbebauung erhaltenswert, baugeschichtliche Bedeutung. zweigeschossig, Erdgeschoss teilweise Lehm, teilweise Bruchstein, Fachwerkobergeschoss verputzt, teilweise originale Fenster, einseitiges Krüppelwalmdach (Biberschwanzdeckung), im Giebel Segmentbogenfenster im Erdgeschoss, Putz erneuert, alte Haustür. | 08965782 |
|                                         | Wohnhaus in offener Bebauung | Lange Straße 43 (Karte)               | um 1830                                                                         | Obergeschoss Fachwerk verputzt, giebelständiges Gebäude, Bestandteil der historischen Ortskernbebauung, baugeschichtliche Bedeutung. zweigeschossiges Wohnhaus, giebelständig, Erdgeschoss massiv, im Obergeschoss Fachwerk, Krüppelwalmdach. | 08965260 |
| Weitere Bilder                          | Gasthaus „Goldene Kugel“ | Lange Straße 60 (Karte)               | 1904                                                                            | Gasthaus in offener Bebauung; Klinkerfassade durch Erker betont, qualitätvoller Gründerzeitbau in straßenbildprägender Lage, architekturhistorische Bedeutung. dreigeschossig, Klinker-/Mischbauweise, Mansarddach (Naturschiefer), polygonaler Porphyrtuffsockel, Gurtgesimse, mittig zweigeschossiger Erker mit Zwiebelhaubendach und Glockenturm, Betonsteingewände und -bänder, neue Fenster, vermutlich neue Dachgauben. | 08965788 |
| Weitere Bilder                          | Mietshaus in halboffener Bebauung und in Ecklage, mit Laden-Anbau | Leipziger Straße 1 (Karte)            | um 1905                                                                         | mit Eckladen, gründerzeitlicher Putzbau mit schlichter Putzgliederung, weitgehend original erhaltenes Gebäude in platzbildprägender Ecklage nahe dem Marktplatz, baugeschichtlich von Bedeutung. - Wohnhaus: dreigeschossiger, massiver Putzbau mit flachem Walmdach (neue Biberschwanzdeckung, Dachhäuschen), schlichte Putzgliederung, Kammzugputz, eingezogene Ecke mit Eingangsbereich (Korbbogengewände, neue Haustür), neue Fenster, ein Baywindow zur Langen Straße, Bleiglasfenster an Rückseite - Anbau: eingeschossiger Bau mit neuen Ladenfenstern, Putznutung, Flachdach. | 08965906 |
| Weitere Bilder                          | Wohnhaus in halboffener Bebauung, mit seitlicher Toreinfahrt | Leipziger Straße 3 (Karte)            | 1904                                                                            | gründerzeitliche Klinkerfassade mit Seitenrisalit, am aufwändigsten gestaltetes Gebäude der Leipziger Straße aus der Zeit um die Jahrhundertwende 1900, straßenbildprägend, baugeschichtlich von Bedeutung. - Wohnhaus: zweigeschossiger, massiver Bau mit Satteldach in Klinkermischbauweise, Eckrisalit mit verziertem Giebel, Werksteinsockel, originale Fenster - Tor: Klinkerpfosten mit schmiedeeisernem Tor (aufwändig verziert, bezeichnet: 1904). | 08965907 |
| Weitere Bilder                          | Wohnhaus in offener Bebauung | Leipziger Straße 37 (Karte)           | um 1900                                                                         | gründerzeitliche Klinkerfassade, farbenfrohes Wohnhaus mit straßenbildprägender Wirkung, ortstypische Bauweise, weitgehend original erhalten, baugeschichtlich von Bedeutung. - eingeschossiger, massiver Bau mit Satteldach in Klinkermischbauweise (bunte Klinkersteine) auf Werksteinsockel, Zwerchhaus mit großen Rechteckfenstern und ein Okulus, Fenster denkmalgerecht erneuert - jüngerer Anbau an Giebelseite (KEIN DENKMAL) - Torpfosten: Klinkerpfeiler mit geradem Abschluss, grüne Kacheln als Musterung. | 08965900 |
|                                         | Wohnhaus in offener Bebauung | Lenaustraße 22 (Karte)                | um 1925                                                                         | Putzbau im traditionalistischen Stil mit Art-déco-Elementen, schönes Beispiel zeittypischen Bauens mit vielen originalen Details, kulturhistorische Bedeutung. zweigeschossiger Putzbau, Walmdach (Dachdeckung wegen Sanierung nicht erkennbar), eine originale Kastengaube und neue Gaube, alte Putzgliederung, originale Schlagläden, teilweise originale Fenster, straßenseitig ein vertieftes flaches Bay-Window, originale Haustür. | 08965963 |
| Weitere Bilder                          | Villa und Einfriedung | Lindenstraße 3 (Karte)                | um 1890                                                                         | Putzbau mit seitlicher Holzveranda, Bestandteil der villenartigen gründerzeitlichen Bebauung Naunhofs, straßenbildprägende qualitätvolle Villa, baugeschichtliche Bedeutung. - zweigeschossiger Putzbau, flaches Walmdach, Bruchsteinsockel, Putznutung, Gurtgesims, hölzerne Loggia mit originalen Fenstern, im Obergeschoss Pilastergliederung mit Girlandenschmuck, neue Fenster, Putzquaderung im Erdgeschoss - Einfriedung: verputzte Pfeiler und Mauer, schmiedeeiserner Zaun | 08965800 |
| Weitere Bilder                          | Gasthaus „Rothenburger Erker“ (Gasthaus in offener Bebauung und in Ecklage Bismarckstraße) | Lindenstraße 7 (Karte)                | um 1900                                                                         | reich gegliederter Putzbau, Dachbereich in Fachwerk mit Gesprengegiebeln, repräsentatives Gebäude mit aufwändiger Gliederung in weitgehend authentischer Erscheinung, baugeschichtliche und ortshistorische Bedeutung. zweigeschossiger Putzbau, Dach im Schweizer Stil, verwinkelter Grundriss, Eckaltan mit hölzernem Balkon und hohem Walmdach, rückseitig polygonaler Treppenhausturm, originale Dachgauben, Drempel mit Zierfachwerk, rückseitig Loggia und hölzerner Wintergarten, Zwerchhäuser mit Schwebegiebel, Altan mit Balkon straßenseitig, teilweise alte Putzgliederung, teilweise originale Fenster. | 08965798 |
| Weitere Bilder                          | Villa mit Einfriedung | Lindenstraße 10 (Karte)               | 1904                                                                            | qualitätvolle Villa mit Eckturm, mit Jugendstildekor von singulärer Bedeutung, baugeschichtliche Bedeutung. zweigeschossiger Putzbau, Krüppelwalmdach (Biberschwanzdeckung), großer Eckstanderker mit steilem Walmdach, Seitenrisalit mit Runderker und Zwerchhaus, originale Putzgliederung (teilweise mit schönen Jugendstilmotiven), originale Fenster, zur Ecklage Bismarckstraße geschwungener Zwerchgiebel, Anbau KEIN DENKMAL. | 08965801 |
| Weitere Bilder                          | Villa und Einfriedung | Lindenstraße 11 (Karte)               | bez. 1893                                                                       | markant gestalteter, gründerzeitlicher Putzbau, Straßenfassade durch Risalit betont, repräsentative Villa mit bauhistorischem Wert. - zweigeschossiger Putzbau, Krüppelwalmdach (Biberschwanzdeckung) Schweizer Stil, geputzte Gewände mit Köpfen im Schlussstein (Erdgeschoss), Eckquaderung, Mittelrisalit, Gurtgesims, schmiedeeiserne Rollladenkästenverblendung, Dachgaube mit Pyramidendach, rückseitig Balkon mit Baluster - Einfriedung: Putzquaderpfeiler mit Kugelbekrönung und schmiedeeisernem Zaun (vollständig erneuert, vermutlich Nachbildung) | 08965791 |
| Weitere Bilder                          | Villa und Einfriedung | Lindenstraße 13 (Karte)               | bez. 1900                                                                       | bemerkenswerte repräsentative Villa von besonderer Qualität in exponierter straßenbildprägender Lage, architekturgeschichtliche Bedeutung. - zweigeschossiger Putzbau, Walmdach (Naturschiefer) verwinkelter Grundriss, Eckquaderung, weiter Dachüberstand mit bemaltem Traufbereich (florale Jugendstilmuster), Segmentbogenverdachungen mit künstlerisch gestalteten Schlusssteinen, vorgezogener eingeschossiger Eingangsbereich mit dem original nachempfundener Haustür, Bleiglasfenster im Treppenhaus - Einfriedung: verputzter Pfeiler mit Deckenplatten und Abschluss, schmiedeeiserner Zaun mit Blattdarstellung | 08965792 |
| Weitere Bilder                          | Villa | Lindenstraße 18 (Karte)               | um 1890                                                                         | gestalterisch ansprechendes Gebäude in exponierter Lage, gutes Zeugnis der gründerzeitlichen Bebauung der Lindenstraße, Putzbau mit aufwendig gestaltetem Gesprengegiebel, baugeschichtlich von Bedeutung. eingeschossiger Putzbau, Satteldach (Biberschwanzdeckung), Bruchsteinsockel, Putznutung, denkmalgerechte Fenster, gerade Verdachungen, Gurtgesims, geputzte Eckbossen, rückseitig hölzerne Loggia, Zahnschnitttraufe, Zwerchhaus mit hölzernem Schwebegiebel. | 08965799 |
| Direkt Bild zu diesem Denkmal hochladen | Zwei Produktionshallen mit historischer Ausstattung (u. a. Hebezeuge) sowie freistehende Außenbahnkrananlage einer ehemaligen Kranfabrik (Leipziger Hebezeugbau (LEHEB) Ernst Heyde KG, Maschinenbau; heute Altes KranWerk Naunhof)                                                                                                 | Lutherstraße 10 (Karte)               | 1949–1956 (Fabrikhalle); 1956 (Laufkran); 1962 (Fabrikhalle und zwei Laufkräne) | Montagehallen Stahlskelettbauten mit Ziegelausfachung und Leipziger Decken, technische Ausstattung Hallenkräne aus Eigenproduktion (in Halle II mit ABUS-Laufkatze), Außenbahnkranalage ebenfalls Eigenprodukt der LEHEB (RB 5000), regional- und zeitgeschichtliche sowie bau- und technikgeschichtliche Bedeutung | 09307171 |
| Weitere Bilder                          | Stadtgut (Ehemaliges Stadtgut, heute Polizeigebäude, auch Café, Bibliothek und Begegnungszentrum) | Markt 6 (Karte)                       | 1. Hälfte 19. Jh.                                                               | schlichter Putzbau mit Walmdach, schönes Türportal, ortshistorisch bedeutendes Bauwerk, platzbildprägend am Marktplatz. zweigeschossiger, massiver Putzbau mit Mansardwalmdach (neue Biberschwanzdeckung, Fledermausgauben), Portalgewände aus Porphyrtuff, Fenster und Haustür denkmalgerecht erneuert, Gebäude an straßenseitiger Ecke im unteren Teil abgefast. | 08965912 |
| Weitere Bilder                          | Mietshaus | Markt 8 (Karte)                       | 1902–1903                                                                       | vom Typus in geschlossener Bebauung, typische Klinkerfassade der Zeit um 1900, schönes Zeugnis gründerzeitlichen Bauens am Markt, architekturhistorisch relevant. dreigeschossig, Mansarddach (Biberschwanzdeckung) neue Gauben, Klinkermischbauweise, Erdgeschoss mit Putzquaderung, Formsteingewände, im ersten Obergeschoss mit wuchtigen geschwungenen Verdachungen, im zweiten Obergeschoss als Segmentbogenfenster, profilierte Traufe. | 08965779 |
|                                         | Wohnhaus in offener Bebauung | Mühlgasse 3 (Karte)                   | um 1840                                                                         | eingeschossiger Putzbau, von wissenschaftlich-dokumentarischer Bedeutung, Bestandteil der alten Ortsstruktur, sozialgeschichtlich von Bedeutung. eingeschossiger Putzbau, Satteldach (alte Biberschwanzdeckung), profilierte Gewände, Giebel geziegelt, originale schöne Haustür, alte Kreuzstockfenster. | 08965789 |
| Weitere Bilder                          | Schlossmühle (Wohnhaus, Seitengebäude, Stallgebäude, Scheune und Hofpflaster eines ehemaligen Mühlenanwesens) | Mühlgasse 23 (Karte)                  | im Kern 17. Jh.                                                                 | geschlossen erhaltener Hof mit wertvoller alter Bausubstanz, Fachwerkbauten, einzige Gebäude im Ort mit Oberlaube (am Seitengebäude) und Sitznischenportal (am Wohnhaus), im Mühlenwohnhaus wertvolle Holztäfelung mit Ausmalung (griechische Mythologie), baugeschichtliche und ortshistorische Bedeutung. - Wohnhaus: zweigeschossig, Erdgeschoss massiv, Fachwerkobergeschoss, Krüppelwalmdach (Biberschwanzdeckung, 2007–2011 erneuert) rückseitig Kronendeckung, Erdgeschoss Porphyrtuffgewände, Sitznischenportal, straßenseitiger Anbau KEIN DENKMAL - Seitengebäude: Erdgeschoss massiv, Fachwerkobergeschoss, hofseitig Obergeschosslaube, Krüppelwalmdach (Biberschwanzdeckung, 2007–2011 erneuert), Speicherluke straßenseitig Abbundzeichen erkennbar - erst Scheune: Fachwerkscheune, Satteldach (Biberschwanzdeckung) - zweite Scheune: verbrettert, flaches Satteldach - Stall: massiv, gebrochene Ecke, teilweise Fachwerkobergeschoss, Satteldach (Biberschwanzdeckung), Korbbogendurchfahrt, Hofpflaster erhalten, umfangreiche Sanierungsarbeiten 2005–2015 Ehemalige Wassermühle, Mühlgraben und Mühlteich (heute Sportplatz) verfüllt. | 08965790 |
| Weitere Bilder                          | Wohnhaus in offener Bebauung | Nordstraße 8 (Karte)                  | um 1900                                                                         | gründerzeitliche Klinker-Putz-Fassade, Mittelrisalit mit aufwendiger Bekrönung, Bestandteil der villenartigen Bebauung Naunhofs, kulturhistorische Bedeutung. eingeschossig, Krüppelwalmdach (Biberschwanzdeckung), polygonaler Bruchsteinsockel, Klinkermischbauweise, Mittelrisalit mit Zwerchhaus und einer Art Fialenbekrönung, Zwillingsfenster, im Erdgeschoss runde Verdachungen, Mittelrisalit und Ecke in Klinker, Drempel. | 08965969 |
| Weitere Bilder                          | Villa | Robert-Blum-Straße 4 (Karte)          | um 1900                                                                         | Putzfassade mit Ziegelgliederung, aufwendig gestaltete Fachwerkgiebel, dominanter Treppenhaustrakt, qualitätvolles Gebäude in straßenbildprägender Lage, architekturhistorische und ortsgeschichtliche Bedeutung. zweigeschossig, Klinkermischbauweise, Satteldach (Biberschwanzdeckung, teilweise Kronendeckung), Mittelrisalit mit turmartigem Abschluss, Zwerchhaus, am rückwärtigen Anbau angeschleppt, Klinkererdgeschoss, Giebel mit Zierfachwerk, im Mittelrisalit aufsteigende Treppenhausfenster, alte Haustür. | 08965807 |
| Weitere Bilder                          | Wohnhaus in offener Bebauung | Robert-Blum-Straße 7 (Karte)          | 1933                                                                            | Obergeschoss verbrettert, im traditionalistischen Stil der 1920er/1930er Jahre, schönes Beispiel zeittypischer Bauweise, kulturhistorische und architekturgeschichtliche Bedeutung. zweigeschossig, Erdgeschoss massiv, Obergeschoss und Giebel verbrettert, Satteldach (Biberschwanzdeckung), rückwärtig Runderker, straßenseitig polygonaler Erker, Schlagläden, teilweise originale Fenster mit geteiltem Oberlicht, weiter Dachüberstand, rückseitig Balkon in der Fassade zurückgesetzt. | 08965808 |
| Weitere Bilder                          | Wasserturm und unterirdisches Wasserreservoir | Robert-Blum-Straße 10 (neben) (Karte) | 1910                                                                            | ursprünglich als Fachwerkkonstruktion mit Wasserbehälter in Beton ausgeführt, später statisch durch gemauerten Turmschaft ertüchtigt, einzigartig in seiner Art, stark straßenraumprägend, unterirdisches Wasserreservoir vermutlich ebenfalls in Beton, technikgeschichtliche Bedeutung. Holzrahmengerüst mit Holzbrettern als Füllung, teils mit Fensteröffnungen, späterer Turmschaft in gelbem Klinkermauerwerk, Betonwasserbehälter, unterirdisches Wasserreservoir ca. 10 × 15 m Grundfläche, 3 Reihen Lüftungsöffnungen. | 08965806 |
| Weitere Bilder                          | Wohnhaus in offener Bebauung | Schloßstraße 5 (Karte)                | um 1900                                                                         | gründerzeitliche Klinkerfassade, farbenfrohes Gebäude mit straßenbildprägender Lage, weitgehend original erhalten und damit von architekturhistorischer Bedeutung. ein- bzw. zweigeschossiger, massiver Bau in Klinkermischbauweise, hoher Bruchsteinsockel mit Klinkergewänden, Krüppelwalmdach (Biberschwanzdeckung), dreieckige Fensterverdachungen, Fassadengliederung durch roten und gelben Klinker, Zwerchgiebel mit Resten hölzerner Elemente des Schweizer Stils, Okulus im Giebel, neue Fenster. | 08965927 |
| Weitere Bilder                          | Wohnhaus in offener Bebauung | Schloßstraße 7 (Karte)                | um 1900                                                                         | gründerzeitliche Klinker-Putz-Fassade, Mittelrisalit mit aufwendiger Bekrönung, straßenbildprägende Wirkung, baugeschichtlich und kulturgeschichtlich bedeutend. ein- bzw. zweigeschossiger, massiver Bau in Klinkermischbauweise auf hohem steinsichtigem Sockel, Mittelrisalit mit neogotischem Abschluss, zum Teil originale Fenster, gerade und segmentbogenförmige Fensterverdachungen über den Fenstern am Risalit. | 08965926 |
| Weitere Bilder                          | Wohnhaus in offener Bebauung | Schloßstraße 11 (Karte)               | um 1905                                                                         | einfacher gründerzeitlicher Putzbau mit Fachwerkgiebeln, typisches Gebäude kleinstädtischer Bebauung, von architekturhistorischer Bedeutung. zweigeschossiger, massiver Putzbau mit Walmdach (neue Biberschwanzdeckung) auf materialsichtigem Klinkersockel, zwei Seitenrisalite mit Zierfachwerk in dem Giebel, geohrte Fenstergewände und Putzelemente um Fenster und Haustür, Fenster und Haustür denkmalgerecht erneuert. | 08965924 |
| Weitere Bilder                          | Wohnhaus in offener Bebauung | Schloßstraße 15 (Karte)               | um 1900                                                                         | Putz-Klinker-Fassade, ortstypische Bauweise von architekturhistorischer Bedeutung. zweigeschossiger, massiver Bau in Klinkermischbauweise mit Krüppelwalmdach (Schieferdeckung), Seitenrisalit mit Dreiecksgiebel, originale Rundbogenfenster, jüngerer seitlicher Anbau, grüne Kacheln an Sohlbänken im Erdgeschoss und als Fassadengliederung. | 08965923 |
|                                         | Grabstein, Brunnen und Reste der Mauer des ehemaligen Friedhofes | Schulstraße 6 (gegenüber) (Karte)     | um 1790 (Grabstein)                                                             | ortsgeschichtliche Bedeutung. - Grabstein: spätbarock, Sandstein, über Postament hochrechteckiger Aufbau mit zwei Inschrifttafeln, Girlanden und Zweigen, Reste einer Figur, insgesamt stark verwittert - Brunnen: verputztes Mauerwerk und Kunststein, rechteckiges Becken vor höherer Rückwand mit Maske, aus der einst das Wasser austrat - Mauer: Bruchstein, verputzt. | 09302009 |
| Weitere Bilder                          | Schillerdenkmal | Schulstraße 6 (gegenüber) (Karte)     | um 1900                                                                         | kulturhistorisch und ortsgeschichtlich von Bedeutung. grob behauener Granitquader, Inschrift: „Friedrich Schiller geb. 10.11.1759 gest. 9.5.1805 wir wollen sein ein einzig Volk von Brüdern“ | 08965786 |
| Weitere Bilder                          | Mädchenschule (ehem.); heute Turmuhrenmuseum (Ehemalige Schule, jetzt Museum, und Nebengebäude) | Ungibauerstraße 1 (Karte)             | um 1820                                                                         | eingeschossiger Putzbau mit Fachwerkgiebeln und Krüppelwalmdach, Nebengebäude in Fachwerkbauweise, unmittelbar am Kirchhof gelegen, ortsgeschichtliche Bedeutung. - eingeschossiges Gebäude, massiv, in den Giebeln Fachwerk, Krüppelwalmdach - Nebengebäude: zweigeschossig, vollständig Fachwerk, einhüftiges Satteldach, im Erdgeschoss wohl ursprünglich Stallungen, Obergeschoss Heuboden. | 09303196 |
|                                         | Villa | Waldstraße 8 (Karte)                  | um 1915                                                                         | einfacher Putzbau, Straßenfassade durch Standerker betont, im Reformstil der Zeit um 1910, Bestandteil der villenartigen Bebauung Naunhofs in der Waldstraße, baugeschichtlich von Bedeutung. zweigeschossiger Putzbau, Krüppelwalmdach (Biberschwanzdeckung) mit kupfernem geschwungenem Dach über Standerker, geputzte Fensterfaschen, originale Haustür und Windfangtür, neue denkmalgerechte Fenster, Traufe mit geometrisierenden Mustern, Treppenhausturmanbau mit Haube. | 08965962 |
| Weitere Bilder                          | Villa mit Einfriedung | Waldstraße 22 (Karte)                 | um 1895                                                                         | abwechslungsreich gestaltete, gründerzeitliche Klinkerfassade, seitlicher Turm, Zeugnis der villenartigen Bebauung von Naunhof als Einzugsgebiet von Leipzig, kulturhistorisch interessant, von baugeschichtlicher Bedeutung. - zweigeschossiger Bau in Klinkermischbauweise mit reicher Dachlandschaft (Dachpappe), unregelmäßiger Grundriss, seitlicher Risalit mit Giebel und großen Fenstern, seitlich polygonaler Anbau mit turmähnlichem Aufsatz mit Eingang, Fenster überwiegend denkmalgerecht erneuert, neue Haustür, steinsichtiger Bruchsteinsockel - Einfriedung: Werksteinsockel mit Kunststeinplattenabdeckung, schmiedeeiserner Zaun, Torpfosten aus Klinkersteinen mit gestaffelten halbrunden Abdeckungen. | 08965932 |
| Weitere Bilder                          | Wohnhaus in offener Bebauung | Waldstraße 69 (Karte)                 | bez. 1790                                                                       | Putzfassade mit Krüppelwalmdach und Segmentbogenportal, Obergeschoss vermutlich Fachwerk, altes stattliches Gebäude dörflicher Bauweise von baugeschichtlicher und sozialgeschichtlicher Bedeutung. zweigeschossiger Bau mit Schopfwalmdach (Biberschwanzdeckung), Erdgeschoss massiv, scharrierte Sandsteingewände, Türportal mit Schlussstein (bezeichnet 1790), Obergeschoss Fachwerk überputzt, Giebelseite eingeschossiger jüngerer Anbau, neue Fenster, neue Haustür, Klappläden im Erdgeschoss fehlen. | 08965929 |
| Weitere Bilder                          | Wasserwerk Naunhof I; Leipziger Wasserwerk Ost (ehem.) (Wasserwerk, Werkmeisterwohnhaus und Nebengebäude) | Wasserwerk I 1a (Karte)               | 1886–1887                                                                       | Ziegel- und Bruchsteinbauten, galt in seiner Erbauungszeit als das modernste seiner Art in Europa, technikgeschichtliches Denkmal der Gründerzeit, dient bis heute der Wasserversorgung der Stadt Leipzig, leitet Wasser durch Hochdruckleitung in die 15 km entfernte Behälteranlage in das Wasserwerk nach Probstheida, regional- und versorgungsgeschichtlich von Bedeutung. - Hauptgebäude/Pumpengebäude: eingeschossig, unverputzter Bruchsteinbau, Ziegelsteingliederungen, Bruchsteinsockel, flachgeneigtes vorkragendes Satteldach, Fenstergewände in Sandstein, zum Teil originale Fenster mit Eisenprofilen, originale Eingangstür, im Inneren Holzbalkendachkonstruktion mit eisernen Zugankern - Werkmeisterwohnhaus: zweigeschossig, Bruchsteinsockel, Sandsteinsockelgesims, Klinkerbau mit einfacher Gliederung (roter Ziegelstein), Mittelrisalit, Fenstergewände im Erdgeschoss in Sandstein, im Obergeschoss Sandstein an den Fenstern als Schlusssteine und Sohlbänke, Satteldach, am Eingang Treppenaufgang mit eisernem Geländer, verzierte eiserne Zuganker am Gebäude, im Inneren originales Treppenhaus, im Flur gusseiserne Säule und originale Fußbodenfliesen - Seitengebäude: eingeschossig, Bruchsteinsockel, unverputzter Klinkerbau (roter Ziegelstein), in den Giebeln Okuli mit Sandsteingliederung, Satteldach, (spätere Veränderungen an Fenstern und Türen). - Kein Denkmale: - Enteisenungsanlage, um 1970 erbaut: Klinkerbau mit Glasbausteinfenstern, ohne technische Ausstattung - Sickerflächen: Betongefasste Flächen, teilweise starker Schilfbewuchs - Brunnen: in den Boden eingelassene Brunnen, vers. Errichtungsdaten. | 08973225 |
| Weitere Bilder                          | Wasserwerk Naunhof II; Leipziger Wasserwerk West (ehem.) (Wasserwerk mit Maschinenhaus, Werkmeisterwohnhaus und Garage) | Wasserwerk II 2; 2a (Karte)           | 1896                                                                            | Ziegelbauten, technikgeschichtliches Denkmal der Gründerzeit, ortsgeschichtlich von Bedeutung. - Hauptgebäude/Maschinenhaus: eingeschossig, Ziegelsteinbau in einfachen Gliederungen (oranger Ziegelstein), Sandsteinfenstergewände, Bruchsteinsockel, granitenes Sockelgesims, zum Teil originale Fenster mit Eisensprossen, Satteldach, im Inneren Dachkonstruktion aus Eisenträgern, technische Ausstattung: Diesel-Notstromaggregat, Brückenkran - Seitengebäude/Garage: eingeschossig, gelber Ziegelsteinbau mit Drempelgeschoss, Satteldach, originale Tür mit aufwändig gestalteten eisernen Beschlägen - Werkmeisterwohnhaus: zweigeschossig, Klinkerbau (oranger Klinker mit rotbraun glasierter Ziegelsteingliederung), Bruchsteinsockel, Sandsteinsockelgesims, Sohlbänke zum Teil Sandstein, Fensterbögenanfänger in Sandstein, Satteldach mit Gauben, originale Tür, originales Treppenhaus, im Garten Nebengebäude (zweigeschossig, Klinkerbau, Sandsteinsohlbänke an den Fenstern, Fensterstürze zum Teil als Eisenträger, originale Türen und Fenster), Nebengebäude im Garten vor 2012 abgebrochen. | 08973226 |
|                                         | Villa mit Nebengebäude und Einfriedung | Weststraße 24 (Karte)                 | um 1890                                                                         | roter Klinkerbau mit Gesprengegiebel, qualitätvolle gestalterisch ansprechende Villa, Zeugnis der gründerzeitlichen Stadterweiterung in der Weststraße, baugeschichtlich von Bedeutung. - Villa: zweigeschossiger, roter Klinkerbau, Satteldach (Biberschwanzdeckung), Bruchsteinsockel, geputzte Fenstergewände, kräftige Verdachungen, weiter Dachüberstand im Schweizer Stil, zweigeschossiger Standerker, Kreuzstockfenster neu, originale Haustür mit geschmiedetem Oberlicht, Zwerchhaus - Nebengebäude: zweigeschossiger, roter Klinkerbau, Flachdach, alte Fenster - Einfriedung: schmiedeeiserner Zaun. | 08965805 |
| Weitere Bilder                          | Villa | Wilhelm-Külz-Straße 24 (Karte)        | um 1900                                                                         | in Ecklage Schillerstraße, schlichter Putzbau mit aufwendig gestaltetem Fachwerk-Dachgeschoss, straßenbildprägende Ecklage, typische Architektur des Erholungsortes Naunhof, kulturhistorische und architekturgeschichtliche Bedeutung. zweigeschossiger Putzbau, Satteldach (Biberschwanzdeckung), Erdgeschoss Putzgewände, Drempel und Giebel in Zierfachwerk, saniert, neue Fenster, Eckbetonung durch hochgezogenes zweites Obergeschoss mit flachbogigen Fenstern und hölzerner Brüstung, originale Bleiglasfenster im Erdgeschoss. | 08965817 |
| Weitere Bilder                          | Villa Oettel (Doppelwohnhaus in offener Bebauung) | Wilhelm-Külz-Straße 28; 30 (Karte)    | um 1900                                                                         | schlichter Putzbau mit aufwendig gestaltetem Fachwerk-Dachgeschoss, als Bestandteil der villenartigen Bebauung in der Wilhelm-Külz-Straße von kulturhistorischer Bedeutung. - eingeschossig, bewegte Dachlandschaft über einem Walmdach (Biberschwanzdeckung), Drempel leicht vorgezogen in Zierfachwerk, originale Fenster, Dachgauben auf hölzernen Konsolen, Seitenrisalite mit Krüppelwalmdach, hölzerner Windfang mit neuer Tür, teilweise originale Fenster, Nummer 28 mit originaler Haustür im Windfang - originale Einfriedung der Nummer 28: Pfeiler mit Putznutung und Staketenzaun – 2012 gelöscht, Einfriedung kein Denkmal. | 08965816 |
| Weitere Bilder                          | Villa mit Einfriedung | Wilhelm-Külz-Straße 38 (Karte)        | um 1895                                                                         | aufwändig gestaltetes Klinkergebäude mit Eckturm, Teil der für Naunhof charakteristischen villenartigen Bebauung aus der Zeit um die Jahrhundertwende um 1900, baugeschichtlich und kulturgeschichtlich relevant. zweigeschossiger, massiver Bau in Klinkermischbauweise, reiche Dachlandschaft (neue Schieferdeckung), jüngerer zweigeschossiger Anbau (KEIN DENKMAL), Risalite mit aufwändigen hölzernen Ziergiebeln (geschnitzte Drachenmotive) polygonaler Eckerker mit spitzem Zeltdach, mehrere Anbauten, neue Fenster und neue Haustür, Einfriedung: Klinkersockel- und Pfeiler, dazwischen Holzzaun. | 08965933 |
| Weitere Bilder                          | Pfarrhaus in offener Bebauung und in Ecklage Breite Straße, Pfarrscheune und Einfriedung | Wurzener Straße 1 (Karte)             | um 1880                                                                         | Pfarrhaus stattlicher Putzbau mit Klinkergliederung, architektonisch schönes Gebäude, neogotischer Stil, baugeschichtlich und ortshistorisch relevant. - Wohnhaus: zweigeschossiger, massiver Putzbau in Klinkermischbauweise auf Werksteinsockel, Walmdach (neue Biberschwanzdeckung), Bleiglasfenster, neogotischer Stil, Spitzbogenfenster im Erdgeschoss zu Fensterband zusammengefasst, polygonaler eingeschossiger Anbau mit Steinkreuz als Bekrönung an Fassade, Mittelrisalit mit steilem Dreiecksgiebel und Porphyrkreuz als Bekrönung, Fassadengliederung durch farbige Klinker und Porphyrtuffgesims, Eingangsvorbau aus Klinker, alte Haustür - Seitengebäude: massiver Bau mit Krüppelwalmdach (handgestrichene Biberschwanzdeckung), verputzt, bemerkenswertes Holztor im neogotischen Stil - Einfriedung: Bruchstein- und Klinkersockel, gusseiserner Zaun, verputzte Pfeiler mit satteldachförmigem Abschluss. | 08965909 |
| Weitere Bilder                          | Wohnhaus in offener Bebauung | Wurzener Straße 32 (Karte)            | um 1900                                                                         | gründerzeitliche Klinkerfassade, ortstypische Bauweise mit straßenbildprägender Fassadengestaltung, baugeschichtlich von Bedeutung. eingeschossiger, massiver Bau mit Satteldach (Dachpappe) in Klinkermischbauweise (rote Klinker) auf Klinkersockel (gelbe Klinker), Giebelseite verputzt, neue Fenster, Traufseite ist Schauseite: Ziergiebel mit großen Rundbogenfenstern, Zierhölzer im Giebel im Schweizer Stil, Erdgeschoss neu. | 08965902 |
|                                         | Wohnhaus in offener Bebauung | Wurzener Straße 34 (Karte)            | um 1900                                                                         | mit seiner gründerzeitlichen Fassade in bunter Klinkerbauweise ortstypische Architektur aus der Zeit um die Jahrhundertwende um 1900, baugeschichtlich bedeutend. eingeschossiger, massiver Bau mit Satteldach (neue Deckung) auf gelbem Klinkersockel, Klinkermischbauweise, Giebelseite verputzt, Traufseite ist Schauseite: Zwerchhaus mit Rundbogenfenstern, Putzbänder und Fensterverdachungen, neue Fenster. | 08965903 |

## Albrechtshain
| Bild           | Bezeichnung | Lage                         | Datierung           | Beschreibung | ID       |
| -------------- | --- | ---------------------------- | ------------------- | --- | -------- |
|                | Wohnhaus | Beuchaer Straße 13 (Karte)   | um 1935             | als weitgehend original erhaltenes Holzhaus der 1930er Jahre von baugeschichtlicher Bedeutung. eingeschossiges Holzhaus mit Satteldach (Eternit) auf Werksteinsockel, teilweise originale Kreuzstockfenster, kleiner eingeschossiger Anbau, schmales querliegendes originales Fenster im Eingangsbereich, großer Dacherker, kleine Dreieckfenster im Giebel, vermutlich originale Haustür. | 08965973 |
| Weitere Bilder | Wohnhaus mit daran angebautem Seitengebäude, Hofpflaster und Toreinfahrt eines Bauernhofes                                                 | Borsdorfer Straße 4 (Karte)  | Anfang 19. Jh.      | Wohnhaus Obergeschoss Fachwerk, in seiner Geschlossenheit erhaltener Bauernhof von sozialgeschichtlicher Bedeutung. - Bauernhaus: zweigeschossiger Bau mit Krüppelwalmdach (Biberschwanzdeckung), Erdgeschoss und Giebelseiten massiv, Obergeschoss Fachwerk, denkmalgerecht erneuerte Holzfenster, Eingangsvorbau, Überformung um 1920 (Putz, Sohlbänke) - Seitengebäude: zweigeschossiger, massiver Bau, neuere Öffnungen im Erdgeschoss - Torpfosten: verputzte Pfeiler auf quadratischem Grundriss.                                                  | 08965974 |
| Weitere Bilder | Wohnhaus eines Dreiseithofes | Borsdorfer Straße 14 (Karte) | um 1800             | Obergeschoss Fachwerk, Zeugnis bäuerlicher Lebensweise, baugeschichtliche und sozialgeschichtliche Bedeutung. zweigeschossig, Erdgeschoss massiv, Fachwerkobergeschoss, Satteldach (Biberschwanzdeckung), im Giebel kein Fachwerk, neue Haustür. | 08966013 |
| Weitere Bilder | Dorfkirche Albrechtshain (Kirche (mit Ausstattung), Kirchhof mit Einfriedung und Kriegerdenkmal für die Gefallenen des Ersten Weltkrieges) | Dorfstraße (Karte)           | 1847, im Kern älter | im Kern mittelalterliche Kirche, im Rundbogenstil des 19. Jahrhunderts überformt, baugeschichtlich und ortshistorisch bedeutend. - Kirche: spätgotische Saalkirche, 1897 Anbau des Turmes und Abtragung des Dachreiters, verputzter Bruchstein- und Ziegelbau, eingezogener Chor mit 3/8-Schluss, Strebepfeiler und Rundbogenfenster - Einfriedung: Bruchsteinmauer, gerader Abschluss mit dreiecksförmigen Erhöhungen in größeren Abständen, steinsichtig - Kriegerdenkmal: große, grob behauene Granitstele, Vorderseite stark überwuchert durch Efeu. | 08965976 |
| Weitere Bilder | Wohnhaus und Scheune eines Dreiseithofes                                                                                                   | Dorfstraße 13 (Karte)        | um 1820             | Wohnhaus Obergeschoss Fachwerk, Scheune gelber Klinkerbau, Gebäude ländlicher Bebauung von ortsgeschichtlicher und sozialgeschichtlicher Bedeutung in straßenbildprägender Lage. - Bauernhaus: zweigeschossiger Bau mit Satteldach, Erdgeschoss und Giebelseiten massiv, Obergeschoss Fachwerk, vorwiegend neue Fenster, ein Fenster zugesetzt - Scheune: massiver, gelber Klinkerbau mit Satteldach (Biberschwanzdeckung), segmentbogenförmige Toröffnung.                                                                                              | 08965975 |
|                | Wohnhaus | Waldwiesen 1 (Karte)         | um 1935             | villenartiges Gebäude, Obergeschoss und Giebel verbrettert, stilechter Bau der 1930er Jahre, architekturgeschichtlich interessant. zweigeschossiger, massiver Putzbau mit flachem Satteldach, ein Obergeschoss und Giebel verbrettert, Schlagläden, vorwiegend originale Fenster, großer Dacherker (Fenster mit Schlagläden), eine Öffnung zugesetzt, hintere Giebelseite mit Haustür, erhöhter Terrasse (Bruchstein, steinsichtig) und Loggia im Giebel.                                                                                                | 08965972 |
| Weitere Bilder | Villa | Waldwiesen 7 (Karte)         | um 1915             | Putzbau, Giebel mit Fachwerk, aufwendig gestaltete Villa mit zeittypischen Formelementen, architekturgeschichtlich bedeutend. ein- bzw. zweigeschossiger, massiver Putzbau, teilweise mit Mansarddach, teilweise Satteldach (Giebel mit Fachwerk), Rechteckfenster (zum Teil original) mit Schlagläden, Dach (Biberschwanzdeckung) mit Dachhäuschen (Fenster mit Schlagläden) und Fledermausgaube, ein großes Rundbogenfenster, ein Giebel mit hölzernem Loggienvorbau, Haustür mit rötlichem rundbogenförmigem Granitgewände.                           | 08965971 |

## Ammelshain
| Bild           | Bezeichnung | Lage                      | Datierung                                | Beschreibung | ID       |
| -------------- | --- | ------------------------- | ---------------------------------------- | --- | -------- |
|                | Ammelshainer Schule (Ehemalige Schule) | Am Mühlbach 15 (Karte)    | 2. Hälfte 19. Jh.                        | schlichter Putzbau mit Krüppelwalmdach, ortshistorische und sozialgeschichtliche Bedeutung. zweigeschossiger Putzbau, Krüppelwalmdach (neue Biberschwanzdeckung), Gurtgesims, geputzte Faschen, originale Haustür, Mittelrisalit, saniert, schlechter Putz. | 08966014 |
| Weitere Bilder | Rittergut Ammelshain: Herrenhaus (Nr. 7), Torhaus (Nr. 1), Einfriedung und Park eines Rittergutes                                                                           | Am Schloß 1; 7 (Karte)    | bez. 1723 (Herrenhaus)                   | stattliches barockes Herrenhaus mit Mansarddach und schönem Portal, mächtiges zweigeschossiges Torhaus mit Mansarddach, ortshistorische und baugeschichtliche Bedeutung. - Herrenhaus: zweigeschossiger Barockbau mit Mansardwalmdach (Biberschwanzdeckung) mit Fledermausgaube, Frontispiz, über der Eingangstür die Wappen der Lindenau und Pflugk, saniert, rückseitig dreiachsiger Altan - Torhaus: zweigeschossiger Putzbau, Mansardwalmdach (Biberschwanzdeckung) mit Dachgauben, mittige Segmentbogendurchfahrt mit Diamantschlussstein, Eckquaderung - Einfriedung: verputzte Mauer mit Abdeckung und Korbbogentordurchgängen - Park mit altem Baumbestand und Allee | 08965961 |
| Weitere Bilder | Alte Schmiede (Wohnhaus und Scheune eines Vierseithofes, ehemalige Schmiede)                                                                                                | Hauptstraße 3; 3a (Karte) | Mitte 18. Jh.                            | Wohnhaus Obergeschoss Fachwerk, Scheune massiv, Zeugnis dörflicher Lebensweise, als weitgehend geschlossen erhaltener Hof von baugeschichtlicher und sozialhistorischer Bedeutung. - Wohnhaus: zweigeschossig, Krüppelwalmdach (Biberschwanzdeckung), Erdgeschoss massiv, Fachwerkobergeschoss mit alten Fenstern und K-Streben, in der Giebelseite im Erdgeschoss liegendes Fenster - Scheune: Bruchsteinbau mit Segmentbogentoreinfahrt in Klinker, Satteldach (Biberschwanzdeckung), zwei kleine Holztüren (jünger) - Seitengebäude: eingeschossiger Putzbau, Satteldach (Biberschwanzdeckung), Putzfaschen, alte Fenster, abgebrochen | 08965948 |
| Weitere Bilder | Dorfkirche Ammelshain (Kirche (mit Ausstattung), Kirchhof mit Einfriedung, Kirchhofstor (Torbogen und Pforte) und Kriegerdenkmal für die Gefallenen des Ersten Weltkrieges) | Hauptstraße 28d (Karte)   | Mitte 13. Jh., später überformt (Kirche) | romanische Chorturmkirche, barock überformt, ortshistorische und baugeschichtliche Bedeutung. - Kirche: romanische Chorturmkirche, verputzter Bruchsteinbau, eingezogener mächtiger Chorturm über quadratischem Grundriss, Anbauten im Norden und Süden, Apsis mit glockenförmigem Schieferdach, flachbogige Fenster, Einfriedung: Bruchsteinmauer, teilweise verputzt, mit Rundbogentoreinfahrt und Pforte, Holzlattentor und Biberschwanzabdeckung - Kriegerdenkmal: Sandsteinquadersockel mit den Namen der Gefallenen und reliefierten Darstellungen (Helm, Fackel, Eichenlaub), Kunststeinstele mit Helm, Schwert und Eichenlaubdarstellung, Inschrift: „Zur Ehre der im Weltkrieg im Glauben an Deutschlands Größe Gefallenen“ „Sei getreu bis in den Tod so will ich dir die Krone des Lebens geben. Off. 2.10.1914“ „gestiftet von Major von Eckhardt aus Ammelshain“ Wappen mit drei Herzen „wer kämpfend fiel im Feindesland sein Grab in fremder Erde fand ruht auch als Held im Heimatland, 1918“. | 08965940 |
| Weitere Bilder | Altes Gemeindehaus (Wohnhaus, ehemaliges Gemeindehaus) | Hauptstraße 31 (Karte)    | 1741 Dendro                              | Obergeschoss Fachwerk, Krüppelwalmdach, straßenbildprägende Lage, ortshistorische, baugeschichtliche und sozialgeschichtliche Bedeutung. eingeschossig, Erdgeschoss massiv, Fachwerkobergeschoss, Krüppelwalmdach (Biberschwanzdeckung), alte Fenster, im Giebel alte Holzgewände, kleine originale Fenster, Haustür vermutlich später, leerstehend, baufällig. | 08965946 |
| Weitere Bilder | Neubauernhaus | Pappelallee 5 (Karte)     | um 1948                                  | eingeschossiger Bruchsteinbau mit Stall- und Scheunenteil, weitestgehend originaler Zustand, sozialhistorische Bedeutung, Zeugnis bäuerlicher Lebensweise nach dem Zweiten Weltkrieg. Eingeschossiger Werksteinbau, Satteldach (Biberschwanzdeckung), Giebel, Drempel und Scheune original verbrettert, originale Fenster erhalten. | 08965943 |

## Eicha
| Bild           | Bezeichnung                                                                         | Lage               | Datierung              | Beschreibung | ID       |
| -------------- | ----------------------------------------------------------------------------------- | ------------------ | ---------------------- | --- | -------- |
| Weitere Bilder | Vorwerk Eicha: Zwei Erdkeller auf dem Gelände des ehemaligen Vorwerks               | Am Wall (Karte)    | 16./17. Jh.            | straßenbildprägend, ortsgeschichtlich bedeutend. - Keller östlich vom Wohnhaus des Rittergutes: großer Erdhügel mit Eingängen an zwei gegenüberliegenden Seiten, Bruchsteintonne, neue Gitter - Keller nordwestlich vom Wohnhaus des Rittergutes: Erdhügel mit einem Eingang, im Zweiten Weltkrieg wohl als Luftschutzraum genutzt. | 08965978 |
| Weitere Bilder | Vorwerk Eicha: Wohnhaus und daran angebautes Stallgebäude eines ehemaligen Vorwerks | Am Wall 16 (Karte) | 1597, später überformt | Wohnhaus schlichter Putzbau mit Walmdach, vormals Antoniter-Kloster, nach der Reformation zum Vorwerk umgewandelt, landeshistorische Bedeutung. - Wohnhaus: zweigeschossiger, massiver Putzbau mit Walmdach, Eckquaderung, neue Haustür, neue Winterfenster, großes Rundbogenfenster im ersten Obergeschoss oberhalb der Haustür, z. Z. Sanierung (neuer Putz, neue Dachdeckung) - Stallanbau: eingeschossiger, massiver Bau (Ziegelmauer in Bruchstein) mit Fenstergewänden aus Rochlitzer Porphyrtuff, Speicherluke, Kreuzgratgewölbe nur noch zum Teil erhaltenen, Türöffnungen später vergrößert, Gebäude später verkürzt. | 08965977 |

## Erdmannshain
| Bild           | Bezeichnung | Lage                       | Datierung                          | Beschreibung | ID       |
| -------------- | --- | -------------------------- | ---------------------------------- | --- | -------- |
| Weitere Bilder | Ehemaliges Armenhaus | Eichaer Straße 3 (Karte)   | Mitte 19. Jh.                      | eingeschossiger Bau mit Satteldach, sozialhistorische Bedeutung. eingeschossiger Bau mit Satteldach, Biberschwanzdeckung mit Dachgaube, Schlagläden, neue Fenster und Haustür, verputzt. | 08966010 |
| Weitere Bilder | Wohnhaus, Scheune, Seitengebäude, Einfriedung und Torpfosten eines Dreiseithofes                                                       | Eichaer Straße 13 (Karte)  | Anfang 19. Jh.                     | Wohnhaus Obergeschoss Fachwerk, als geschlossen erhaltener Bauernhof Zeugnis der regionalen ländlichen Bau- und Lebensweise in der Vergangenheit, straßenbildprägende Wirkung in Nähe der Kirche, heimatgeschichtlich und baugeschichtlich von Bedeutung. - Bauernhaus: zweigeschossiger Bau mit Krüppelwalmdach (Biberschwanzdeckung), Erdgeschoss massiv, neue Fenster, neue Haustür, Obergeschoss und Giebel Fachwerk, neue Fenster, rückwärtig angeschleppt - Scheune: massiver Bau (vermutlich Lehmmauer) mit Satteldach (Biberschwanzdeckung), alte Holztore, sehr schlechter baulicher Zustand - Seitengebäude: eingeschossiger, massiver Bau mit Satteldach, Speicherluke, alte Holztüren - Einfriedung: verputzte Mauer mit geradem Abschluss, verputzte Torpfosten, gerade Bekrönung, quadratischer Grundriss, Scheune vor 2012 in ruinösem Zustand                                            | 08965914 |
| Weitere Bilder | Wohnhaus und seitliche Toranlage (Torbogen und Pforte)                                                                                 | Eichaer Straße 16 (Karte)  | 2. Hälfte 19. Jh.                  | gründerzeitlicher Putzbau mit gelber Ziegelsteingliederung, im alten Ortskern gegenüber der Kirche gelegen, straßenbildprägend, baugeschichtlich und ortsgeschichtlich von Bedeutung. zweigeschossiger Bau mit Satteldach (Biberschwanzdeckung), Mittelrisalit mit Dreiecksgiebel, Putzbau mit gelber Ziegelsteingliederung, Torbogen mit Leutepforte, vermutlich ehemaliges Pfarrhaus. | 08966009 |
| Weitere Bilder | Dorfkirche Erdmannshain (Kirche (mit Ausstattung), Kirchhof mit Kirchhofstor und Kriegerdenkmal für die Gefallenen des 1. Weltkrieges) | Eichaer Straße 19 (Karte)  | um 1200, später überformt (Kirche) | kleine romanische Saalkirche mit großem Dachreiter, baugeschichtlich und ortshistorisch bedeutend. - kleine romanische Saalkirche, ursprünglich vermutlich Chorturmkirche mit Apsis, verputzter Bruchsteinbau, Chor und Apsis nachträglich bis zur Saalhöhe aufgestockt, turmartiger Dachreiter, nördlicher Fachwerkvorbau - Kriegerdenkmal: Stele aus Rochlitzer Porphyrtuff, Relief eines Schwertes von Eichenlaub umrankt, Bekrönung: Kreuz und Lorbeerkranz, Inschrift: „Für uns“ auf Kreuzarm - Einfriedung: verputzte Mauer mit pultdachförmigem Abschluss, schmiedeeisernes Tor mit Jugendstilelementen und Kreuz - Leichenhalle: kleiner Putzbau mit Satteldach (Biberschwanzdeckung), zwei originale Fenster an Traufseite, hölzernes Lüftungshäuschen mit Krabbenbesatz, Giebel mit hölzernen Elementen des Schweizer Stils, zweiflügeliges Tor, Leichenhalle und Einfriedung Streichung 2004. | 08965915 |
| Weitere Bilder | Wohnhaus und winkelförmiges Seitengebäude eines Bauernhofes                                                                            | Eichaer Straße 29 (Karte)  | 1. Hälfte 19. Jh.                  | straßenbildprägend aufgrund der beiden Fachwerkobergeschosse, schönes Zeugnis bäuerlichen Lebens, baugeschichtlich von Bedeutung. - Bauernhaus ohne Anbau: zweigeschossiger Bau mit Satteldach (Biberschwanzdeckung), Erdgeschoss massiv, Obergeschoss und Giebel Fachwerk, Haustür und Fenster neu, hölzerne Speicherluke im hinteren Teil, seitlich mit Schiefer verkleidet - Seitengebäude: zweigeschossiger Bau mit Mansardwalm- und Satteldach (neue Deckung) auf winkelförmigem Grundriss, hölzerner Anbau mit Pultdach, Erdgeschoss massiv, Obergeschoss Fachwerk, alte Fenster, neue Holztüren, Fensteröffnungen zum Teil zugesetzt. | 08965916 |
| Weitere Bilder | Wohnhaus eines Bauernhofes | Eichaer Straße 32 (Karte)  | um 1820                            | typische zur Straße hin giebelständige Bauweise, Obergeschoss Fachwerk, straßenbildprägend, baugeschichtlich und sozialhistorisch bedeutend. zweigeschossiger Bau mit Krüppelwalmdach (Biberschwanzdeckung), Erdgeschoss massiv, Obergeschoss Fachwerk, Traufseite Fachwerk überputzt (Giebelseite neu), Giebel später massiv, Obergeschoss Fenster zum Teil denkmalgerecht erneuert, alte Haustür, Erdgeschoss alte Fenster. | 08965919 |
| Weitere Bilder | Villa | Eichaer Straße 40a (Karte) | 1892                               | seltenes Zeugnis villenartiger Bauweise in Erdmannshain, ortshistorisch und architekturhistorisch relevant, steht im Zusammenhang mit benachbarter Heilanstalt. Eingeschossiger, massiver Putzbau mit Satteldach (neue Biberschwanzdeckung), kräftiger zweigeschossiger Mittelrisalit mit Elementen des Schweizer Stils im Giebel, hohe Sockelzone (imitierter Bruchsteinsockel), darüber Klinkermauerwerk mit kleinen segmentbogenförmigen Fenstern, Gerade- bzw. Dreiecksverdachungen über den Fenstern, hölzerner Eingangsvorbau erhöht auf Klinkermauer an Giebelseite, Fenster denkmalgerecht erneuert. | 08965917 |
| Weitere Bilder | Erdmannshainer Anstalt; Nervenheilanstalt Dr. Lustig (ehem.) (Ehemalige Nervenheilanstalt)                                             | Eichaer Straße 42 (Karte)  | 1902                               | gründerzeitlicher Putzbau mit schlichter Fassadengliederung aus Porphyrtuff, mit Eckerker und Turm, als ehemalige Anstalt von ortsgeschichtlicher Bedeutung. zweigeschossiger, massiver Putzbau mit französischem Dach (neue Biberschwanzdeckung) auf hohem steinsichtigem Bruchsteinsockel, Risalit mit Eingangsbereich, Fenster und Haustür denkmalgerecht erneuert, schlichte Fassadengliederung aus Porphyrtuff, Dachhäuschen, Eckerker mit turmartigem Aufbau. | 08965918 |

## Fuchshain
| Bild           | Bezeichnung | Lage                    | Datierung                    | Beschreibung | ID       |
| -------------- | --- | ----------------------- | ---------------------------- | --- | -------- |
| Weitere Bilder | Verteilerturm und Messbehälter der wasserwirtschaftlichen Abgabestation Fuchshain                                                          |                         | um 1890 (Verteilerturm)      | technikgeschichtliche Bedeutung. Beide Bauwerke gehören zum Wasserversorgungssystem für die Stadt Leipzig. Mit der Einrichtung der Wasserwerke Naunhof I und II (1887 und 1896) wurde auf eine externe Trinkwasserversorgung Leipzigs umgestellt. Die Fuchshainer Wasseranlagen stammen aus der Gründungszeit der beiden Wasserwerke Naunhof. Der Verteilerturm hat einen Zufluss von Wasserwerk Naunhof I, der Messbehälter von Naunhof II. Aufgrund ihrer Entstehung und Funktion haben beide Bauwerke eine technikgeschichtliche Bedeutung. Der technikgeschichtliche Wert betrifft ihre Aussagefähigkeit zur Entwicklung und Technologie der Trinkwasserversorgung in der Vergangenheit. In ihrer Ausprägung sind die Objekte für den Leipziger Raum wohl einzigartig, so dass sie sowohl einen Seltenheitswert und als auch einen hohen Dokumentationswert verkörpern. - Verteilerturm: Rundbau, gelbes Klinkermauerwerk, unverputzt, Zahnschnittfries, Dachaufbau in den 1970er Jahren neu gestaltet, Zufluss vom Wasserwerk Naunhof I. - Messbehälter: viereckiger Tiefbehälter mit Erdanschüttung, darüber kleines Einstiegshaus, gelbes Klinkermauerwerk, unverputzt, Satteldach mit Lüftungshaube, Zufluss vom Wasserwerk Naunhof II.                                         | 09300982 |
| Weitere Bilder | Martinskirche (Kirche (mit Ausstattung), Kirchhof mit Einfriedung, Kriegerdenkmal für die Gefallenen des 1. Weltkrieges und zwei Grabmale) | Am Ring 3 (Karte)       | 1529 (Chor der Kirche)       | neogotische Saalkirche mit Westturm, eingezogener Chor noch aus der Spätgotik, Architekt des Neubaus: Paul Lange, Leipzig, baugeschichtlich, ortsgeschichtlich und ortsbildprägend von Bedeutung. - Saalkirche, Chor von 1510 erhalten, Putzbau mit Spitzbogenfenstern, Westturm mit Kupferhelm - Grabmal: rötlicher Natursteinsockel mit aufgesetzter Säule, Girlandendarstellung, Medaillons, sehr verwittert - Kriegerdenkmal: kleiner kräftiger Muschelkalkpfeiler mit Dreiecksbekrönung mit eiserner Kreuzdarstellung, Medaillon mit Darstellung eines knienden Soldaten, Inschrift: „Unseren gefallenen Helden 1914–1918“, Namen der Gefallenen schwer lesbar, davor Kunststeintafel in Form eines Buches mit mittigem Kreuz, von 1985, Inschrift: „lasst euch versöhnen mit Gott. Den Opfern von Krieg & Gewalt 1933–1945, Kirchengemeinde Fuchshain 1985“, Einfriedung: verputzte Mauer mit Kunststeinplattenabdeckung, verputzte Klinkerpfeiler, teilweise mit Bruchsteinabdeckung - Grabstätten: - Grabmal Fam. Hinke (Irma Hinke, gest. 1929), Betonguss und Granitplatte - Erbbegräbnis Fam. Hahn, Ende 19. Jahrhundert, Sandstein – kein Denkmal - Erbbegräbnis eines unbekannten, um 1900, Sandstein – kein Denkmal - klassizistisches Grabmal, 1. Hälfte 19. Jahrhundert | 08965934 |
| Weitere Bilder | Bockwindmühle Fuchshain | Am Sportplatz (Karte)   | 1781                         | Bestandteil eines ehemaligen Mühlengutes bestehend aus Wassermühle und der Windmühle, technikgeschichtlich von Bedeutung, landschaftsbildprägend. Bockwindmühle: Holzverkleidung des Mühlenkastens teilweise erneuert, Fenster und Ruten erneuert, guter Zustand, Steert vorhanden, alter Bock, einseitiges Krüppelwalmdach, funktionstüchtig, Antrieb ehemals mit Elektromotor, Ersterwähnung 1625, Betrieb bis 1910, 1924 Kauf durch die Wandervogelbewegung und Umbau zur Unterkunft (1933 Verbot der Bewegung) zwischen 1937/38 – 1943 Leerstand, 1943 Nutzung zur Unterbringung Kriegsgefangener, ab 1945 bis Ende 1940er Jahre Unterbringung schlesischer Flüchtlinge, um 1951 Leerstand, 1953 Verkauf an ein Mitglied der Wandervogelbewegung, Teilung der Grundstücke der Wassermühle und der Windmühle, seitdem beide in Privatbesitz. Bemerkung: Wassermühle kein Denkmal, die Wetterfahne der Wassermühle trägt/trug den Vogel Greif. | 08965938 |
| Weitere Bilder | Fuchshainer Paltrockmühle (Paltrockwindmühle, Wohnhaus und Seitengebäude eines Mühlenanwesens)                                             | An der Mühle 20 (Karte) | 1927 Umbauten, im Kern älter | landschaftsbildprägend, technikgeschichtliche und ortshistorische Bedeutung. - Paltrockwindmühle: alte Fenster, Holz, teilweise Dachpappe, Rest der Windrose, Ruten, Rollenkranz mit Schienen vorhanden - Wohnhaus: eingeschossiger Putzbau, massiv, Krüppelwalmdach (Biberschwanzdeckung), originale Schlagläden, Speicherluke, teilweise originale Fenster - Seitengebäude: eingeschossiger, kleiner Putzbau, Satteldach (Biberschwanzdeckung), 1840 erbaut als Bockwindmühle, 1927 zu Paltrockwindmühle umgebaut. | 08965937 |
|                | Spritzenhaus | Hauptstraße (Karte)     | 2. Hälfte 19. Jh.            | Giebel in Fachwerk, ortsgeschichtliche Bedeutung. Ausführung in Lehm und Ziegel, verputzt, Giebel in Fachwerk, Holztor. | 08967712 |
|                | Wohnhaus eines Bauernhofes | Hauptstraße 37 (Karte)  | 1. Hälfte 19. Jh.            | Obergeschoss Fachwerk, verputzt, Zeugnis bäuerlicher Lebensweise, sozialhistorische Bedeutung. zweigeschossig, Erdgeschoss massiv, verputztes Fachwerkobergeschoss, Satteldach (Biberschwanzdeckung), teilweise überformt (Türgewände, Fensteröffnungen). | 08965936 |
|                | Wohnhaus, daran angebautes Seitengebäude, Stallgebäude und Toreinfahrt (mit Pforte) eines ehemaligen Dreiseithofes                         | Hauptstraße 48 (Karte)  | um 1800 und später           | Wohnhaus Obergeschoss Fachwerk verputzt, Zeugnis bäuerlicher Lebensweise in seiner Gesamtheit weitgehend erhalten, straßenbildprägend, sozialhistorische Bedeutung. - Wohnhaus: zweigeschossig, Satteldach (Biberschwanzdeckung), Erdgeschoss massiv, verputztes Fachwerkobergeschoss, im Giebel alte Holzgewände, Fensteröffnungen teilweise verändert, teilweise alte Putzgliederung erhalten (von ca. 1915) - Seitengebäude: langgestreckter, eingeschossiger, verputzter Klinkerbau, Satteldach (Biberschwanzdeckung), Hofseite und Dachhäuschen baufällig - Seitengebäude: zweigeschossiger, gelber Klinkerbau, Satteldach (Biberschwanzdeckung) - Toreinfahrt: verputzte Bruchsteinmauer mit Korbbogentoreingang (Biberschwanzabdeckung), Einfahrtstor aus Metall erneuert | 08965935 |

## Lindhardt
| Bild           | Bezeichnung                                  | Lage                            | Datierung           | Beschreibung | ID       |
| -------------- | -------------------------------------------- | ------------------------------- | ------------------- | --- | -------- |
|                | Forsthaus des Vorwerks Lindhardt             | Blaufichtenweg 4 (Karte)        | um 1820 (Forsthaus) | Obergeschoss Fachwerk, weitgehend originale Bausubstanz, markante Kubatur, ortshistorische Bedeutung; - zweigeschossig, Krüppelwalmdach (Biberschwanzdeckung) mit Fledermausgauben, Erdgeschoss massiv, Fachwerkobergeschoss (auch im Giebel), vermutlich alte Fenster, hölzerner Balkon - Einfriedung: oktogonale, verputzte Pfeiler im Stil von Burgtürmchen mit Zinnenkranz, gusseisernes Tor mit Tannenbaumdarstellung | 08965956 |
|                | Landhaus Kirstein, Landhaus Jolowicz (Villa) | Cladeweg 7 (Karte)              | 1907–1908           | qualitätvolles Landhaus im Reformstil der Zeit um 1910, als einziges Gebäude seiner Art in Naunhof; Architekt: Ludwig Hirschfeld, Berlin; kulturhistorische und baugeschichtliche Bedeutung; zweigeschossiger, massiver Putzbau, verwinkelter Grundriss, sehr steiles Dach (Biberschwanzdeckung) mit Fledermausgauben, Nordwestseite mit polygonalem Standerker und verbrettertem Dachgeschoss an der Nordostseite, eingeschossiger Anbau, Südost- und Südwestseite mit sehr steilem Giebel und polygonalem Eckerker mit Loggia und geschwungenem Dachabschluss, Korbbogenfenster | 08965959 |
|                | Villa                                        | Forststraße 2 (Karte)           | um 1900             | als Bestandteil der villenartigen Bebauung in Lindhardt von baugeschichtlicher und kulturhistorischer Bedeutung; eingeschossiger, massiver Putzbau, Drempel, Krüppelwalmdach (alte Biberschwanzdeckung), Giebel im Schweizer Stil, Altan mit neuem Balkongeländer und Zwerchhaus, Klinkersockel, Putznutung, gerade Verdachungen, neue Fenster | 08965951 |
|                | Villa „Waldfrieden“                          | Kurhausstraße 6 (Karte)         | 1908                | als Bestandteil der villenartigen Bebauung in Lindhardt von baugeschichtlicher Bedeutung; zweigeschossig, verwinkelter Grundriss, Walmdach (Biberschwanzdeckung), Seitenrisalit mit Krüppelwalmdach, Altan mit breitem Segmentbogenfenster, originale Fenster und Haustür, weiter Dachüberstand | 08965950 |
| Weitere Bilder | Villa                                        | Kurhausstraße 14 (Karte)        | um 1900             | schlichter Putzbau, hoher Drempel und Giebel in Zierfachwerk, zeittypisches Gebäude mit kulturhistorischer Bedeutung; eingeschossig, Bruchstein-Sockel, Drempel und Zwerchgiebel in Zierfachwerk, Biberschwanzdeckung (neu), verwinkelter Grundriss, Segmentbogen der Fenster und Sohlbänke im Erdgeschoss in Klinker, hölzerner Wintergartenanbau mit geschwungenem Dach erneuert, saniert | 08965957 |
|                | Villa Klinkhardt (Villa und Garten)          | Rosa-Luxemburg-Straße 5 (Karte) | Ende 19. Jh.        | hübsch gestalteter historistischer Putzbau mit aufwändig verziertem Gesprengegiebel, kulturhistorische Bedeutung als qualitätvolles Zeugnis einer Sommervilla des Leipziger Großbürgertums, baugeschichtlich relevant; zweigeschossiger, massiver Putzbau, verwinkelter Grundriss, Schieferdeckung, polygonaler Standerker, Eckbetonung durch Putzbossen, Altane, Drempel und Giebel verbrettert, Fenstergewände in geschnitztem Zierholz, geschnitzter hölzerner Schwebegiebel, hölzerner Windfang mit Schieferdeckung, Sommervilla des Leipziger Verlegers Klinkhardt           | 08965958 |